# Francesco Maria Macchiavelli
Francesco Maria Macchiavelli (Florença, 6 de janeiro de 1601 - Ferrara, 22 de novembro de 1653) foi um cardeal do século XVII

## Biografia
Nasceu em Florença em 1608. Segundo dos sete filhos de Filippo Macchiavelli e Maria Magalotti. Os outros irmãos eram Lorenco, + 1662, capitão da guarda pontifícia de Ferrara, marquês de Quinto, casou-se com Eleonora Thiene, marquesa de Scandiano; Vincenzo, + 1640, cavaleiro de Malta em 1612, comendador de Ascoli, capitão da guarda de Cavallegieri; Lucrécia + 1638, casada com Marchis Bernardino Naro; Filippo, + 1645, cavaleiro de Malta; Alessandro, + 1636, cavaleiro de Malta, cônego da patriarcal basílica vaticana; Benedetto, estava vivo em 1671, castellano de Forturbano. Por parte de mãe, era parente dos Barberini, tendo sua tia, Costanza Magalotti, casado com Carlo Barberini, irmão de Maffeo Barberini (Papa Urbano VI). sobrinho do cardealLourenço Magalotti (1624). Primo dos cardeais Francesco Barberini , sênior (1623) e Antonio Barberini , iuniore , OSIo.Hieros. (1627).
Após a eleição do Papa Urbano VIII em 1623, foi enviado a Roma, onde estudou gramática e humanidades no Seminário Romano ; e mais tarde, estudou direito..
Ainda muito jovem foi nomeado cônego da patriarcal basílica vaticana. Entre suas primeiras responsabilidades estava a embaixada para receber o cardeal Fernando de Áustria, infante da Espanha, governador de Milão, que chegou àquela cidade em 24 de maio de 1633, a quem prestou homenagem em nome do papa Urbano VIII e seus sobrinhos. Auditor da Sagrada Rota Romana de 1633 a 1638. Em junho de 1636, acompanhou o cardeal Marzio Ginetti, legado a latere em Colônia, para acompanhar as negociações de paz entre as potências européias católica e protestante, como auditor e datário da legação. Enquanto estava em Colônia, foi promovido ao episcopado..
Eleito bispo de Ferrara, com dispensa por ainda não ter atingido a idade canônica e ainda não ter recebido o presbitério, em 11 de outubro de 1638. Consagrado, em 2 de fevereiro de 1639, igreja dos jesuítas, em Köln, por Martino Alfieri, arcebispo de Cosenza e núncio apostólico na Alemanha, coadjuvado por três bispos alemães. Seu parente, Filippo Magalotti, tomou posse da diocese em seu nome. Promovido ao patriarcado titular de Constantinopla, mantendo a sé de Ferrara, em 26 de março de 1640. Recebeu o pálio em 18 de junho de 1640. Núncio extraordinário com faculdades de legado a latereà cidade de Colônia e província da Alemanha durante a ausência temporária do Cardeal Marzio Ginetti por motivo de doença; em 31 de agosto de 1641, recebeu permissão para retornar a Roma também por motivos de saúde..
Criado cardeal sacerdote no consistório de 16 de dezembro de 1641; com dispensa de ter dois primos no Sacro Colégio dos Cardeais; recebeu o chapéu vermelho e o título de Ss. Giovanni e Paolo, 26 de maio de 1642. Participou do conclave de 1644 , que elegeu o Papa Inocêncio X..
Morreu em Ferrara em 22 de novembro de 1653. Enterrado em frente ao altar de S. Ângelo Custódio naquela catedral. A notícia de sua morte chegou a Roma na noite de 29 de novembro de 1653..